# Comloșu Mic, Timiș
Comloșu Mic (germană Ostern, Kleinkomlosch, maghiară Kiskomlós) este un sat în comuna Comloșu Mare din județul Timiș, Banat, România. A fost întemeiat în 1770  de coloniști din vestul și sud-vestul Germaniei, trimiși aici de împărăteasa Maria Tereza în amplul proces de colonizare a Banatului. Locuitorii au fost în mare parte șvabi bănățeni, dar și români, maghiari, sârbi sau evrei. După 1980 a avut loc un proces de emigrarea în masă a germanilor. În prezent populația majoritară este compusă din români. La recensământul din 1992, Comloșu Mic avea 1.079 locuitori iar la cel din 2002 avea 920 de locuitori.

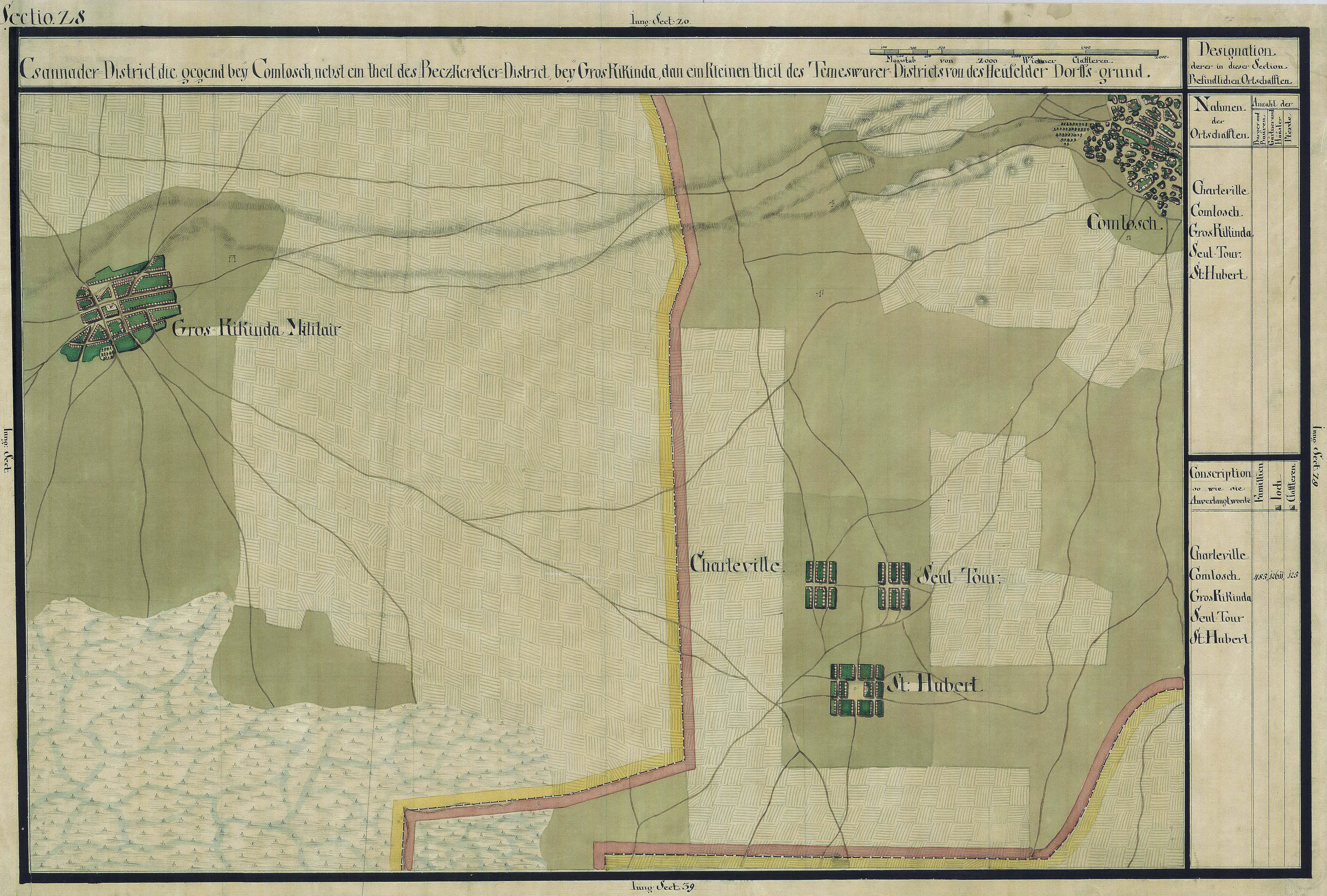
Comloşu Mic în Harta Iosefină a Banatului, 1769-72